# Sve što sanjam
Sve što sanjam je osmi studijski album grupe Crvena jabuka koji je 2000. godine u Hrvatskoj objavila diskografska kuća Croatia Records. Album je sniman tijekom ožujka i travnja u studijima Stardust i Rockoko, a glazbeni producent albuma bio je Nikša Bratoš koji je odsvirao električne i akustične gitare, mandolinu i klarinet. Kao autori pjesama na albumu pojavljuju se Zlatan Fazlić, Miroslav Rus i Dino Šaran. Na albumu gostuje klapa Nostalgija u pjesmi "Niko nije lud da spava". Zanimljivo je da su u istoj pjesmi korišteni i fragmenti iz popularne TV serije Naše malo misto.

## Popis pjesama
| Br. | Skladba                  | Autor     | Trajanje |
| --- | ------------------------ | --------- | -------- |
| 1.  | »Ti si lijepa«           | Z. Fazlić | 3:35     |
| 2.  | »Tvoga srca vrata«       | D. Šaran  | 4:49     |
| 3.  | »Sve što sanjam«         | D. Šaran  | 4:21     |
| 4.  | »Neka gore svjetovi«     | M. D. Rus | 3:24     |
| 5.  | »Lud za tobom«           | D. Šaran  | 4:46     |
| 6.  | »Anđeli«                 | Z. Fazlić | 5:05     |
| 7.  | »Da tebe nema, Bože«     | Z. Fazlić | 5:09     |
| 8.  | »Ni zadnji, ni prvi«     | Z. Fazlić | 4:01     |
| 9.  | »Niko nije lud da spava« | Z. Fazlić | 4:21     |
| 10. | »Fura me«                | D. Šaran  | 4:39     |
| 11. | »Ona mi se smije«        | D. Šaran  | 4:00     |
| 12. | »Ljubav ne pita«         | M. D. Rus | 4:27     |
| 13. | »Opet sam sam«           | Z. Fazlić | 4:14     |
| 14. | »Moje pjesme stih«       | M. D. Rus | 5:09     |

## Izvođači
- Dražen Žerić Žera, vokal
- Zlatko Bebek, gitare
- Darko Jeličić-Cunja, bubnjevi
- Krešmir Kaštelan-Krešo, bas gitara
- Danijel Lastrić, klavijature
- klapa Nostalgija u pjesmi "Niko nije lud da spava"

## Vanjske poveznice
- Diskografija.com – Album Sve što sanjam